# Kim Jong-pil (Fußballtrainer)
Kim Jong-pil (* 11. März 1955) ist ein ehemaliger südkoreanischer Fußballspieler und heutiger -trainer. Er verbrachte seine Karriere in Südkorea. Er spielte für Korea Development Bank FC und Daewoo FC. Aktuell steht er als Trainer bei Chungju Citizen FC unter Vertrag.

## Karriere als Spieler
Über seine Karriere als aktiver Spieler ist wenig bekannt. Er spielte in seiner Jugendzeit für die Anyang Technical High School und machte dort seinen Abschluss.
Kim Jong-pil war ab 1980 beim Daewoo FC unter Vertrag. Wie lange und wie oft er für den Verein spielte, ist unbekannt.

## Karriere als Trainer
Über seine Trainerzeit, bevor er Trainer in der K League Challenge wurde, ist nicht viel bekannt. Er war von 1983 bis 2013 bei verschiedenen Schulen in Gyeonggi-do gewesen. Zuerst bekam er einen Vertrag mit 28 Jahren als Trainer 1983 in der Stadt Anyang bei Anyang Middle School, der heutigen FC-Anyang-Nachwuchsschule. Dort betreute er die Mannschaft sieben Jahre lang, ehe er die Schule 1990 verließ. Er wechselte in der Stadt Anyang zu Anyang Technical High School. Dort hatte er die Funktion des Trainers und des Lehrers innegehabt. Er blieb 15 Jahre lang, ehe er mit 35 Jahren die Schule in Richtung Hongik University verließ. Dort hatte er ebenfalls dieselben Funktionen innegehabt. Mitte 2013 verließ er mit 58 Jahren die Schule und unterschrieb einen Vertrag bei Chungju Hummel FC, einem Gründungsmitglied der K League Challenge. In seiner ersten Saison gewann er die zweite Runde gegen Yongin University mit 2:0 und qualifizierte sein Team für das 16-Finale des Korean FA Cups. Im 16-Finale spielten sie gegen Gwangju FC in Gwangju und verloren mit 3:2 nach Verlängerung. In der Liga wurde sein Team letzter mit nur 29 Punkten aus 35 Spielen. In seiner zweiten Saison verloren sie im Pokal in der 2. Runde gegen Aju University im Elfmeterschießen mit 2:4 und in der Liga wurden sie nur vorletzter mit 34 Punkten aus 36 Spielen. In seiner dritten Saison konnte er in der 3. Runde gegen Kyung-Hee-Universität mit 2:0 gewinnen. Im 16-Finale spielten sie gegen Ansan Police FC und gewannen in Ansan mit 4:3 im Elfmeterschießen. Im Achtelfinale war aber gegen Jeonnam Dragons Schluss gewesen. Zuhause verloren sie deutlich mit 1:4. In der Liga wurde Chungju Hummel FC wieder letzter mit 41 Punkten aus 40 Spielen. Ende 2015 kündigte der Verein an, ihm aufgrund des Misserfolges keinen neuen Vertrag vorzulegen. Ende 2015 war somit seine Station bei Chungju Hummel FC beendet. Gegen Ende der Saison 2016 kündigte FC Anyang an, ihn als neuen Trainer verpflichtet zu haben.